# Julio Plaza
Julio Plaza González (Madrid, 1938 - São Paulo, 2003) fue un artista, escritor, grabador y profesor español. Inicia su formación en Madrid en la década de los 50. Estudió posteriormente en la Escuela de Bellas Artes de París.
Llegó a Brasil en 1967, para participar en la 9.ª Bienal Internacional de São Paulo, formando parte de la delegación española. Con la bolsa de estudios ofrecida por el Ministerio de Relaciones Exteriores de Brasil, ingresa en la Escuela Superior de Diseño Industrial - ESDI, de Río de Janeiro. Realiza en São Paulo con el editor Julio Pacello el Libro-Objeto, en serigrafía con recortes, un ejemplo típico de obra abierta, al final de la década de 1960-(68-69). De 1969 a 1973, fue profesor de lenguaje visual y artes plásticas del Departamento de Humanidades de la Universidad de Puerto Rico, donde realiza esculturas en los espacios abiertos del Campus, innumerables serigrafías, y organiza la que fue probablemente la primera exposición de arte postal internacional: Creación, Creation, con la presencia de cerca de ochenta artistas de varias partes del mundo. 
Vuelve a Brasil en 1973. Seguidamente, es profesor de la Escuela de Comunicaciones y Artes de la Universidad de São Paulo - ECA/USP y de la Fundación Armando Álvares Penteado - FAAP. En 1975, publica con Augusto de Campos los libros Caixa Preta y Poemóbiles. Fue gran colaborador del Profesor Walter Zanini, entonces director del MAC, UPS, organizando dos exposiciones emblemáticas internacionales de arte postal: Prospectiva (1974) y Poéticas |Visuais(1977). Siempre estudioso de los nuevos medios y de la teoría del arte, Julio Plaza publica libros sobre videotexto y de la traducción intersemiótica, y también innumerables artículos y textos con gran rigor.
Estuvo casado en los años 60 con la artista Elena Asins, y ya en Brasil, con la artista Regina Silveira, con quien vivió de 1967 a 1987. Se casó por tercera vez con la abogada portuguesa Anabela Araujo, con quien vivió hasta su fallecimiento en 2003.